# Vic (conduttore radiofonico)
Vittorio Lelii meglio noto come Vic (Monza, 29 dicembre 1972) è un conduttore radiofonico italiano.

## Biografia
Diplomato in ragioneria, ha proseguito per qualche anno gli studi presso la Facoltà di Giurisprudenza della Statale di Milano; nel frattempo iniziava la sua carriera in piccole radio locali (Radio Kelly Milano, radio Play, Studio 1).
Lavora a Radio Deejay dal 1999, dove ha iniziato a collaborare come programmatore musicale.
La sua prima apparizione al pubblico radiofonico risale all'inverno 2000, quando ha commentato la versione italiana del programma televisivo Grande Fratello all'interno della trasmissione condotta da La Pina, Pinocchio.
Dopo un esordio ufficiale come speaker il 29 dicembre 2001, dal gennaio successivo ha condotto Deejay Compilation insieme a La Pina,, mentre nella stagione 2002/2003 va in onda insieme a Guido Bagatta nel GB Show e affianca un'ancora esordiente Victoria Cabello nella trasmissione serale di Radio Deejay Victoria's Secrets, esperienza durata una stagione. Nella stagione 2004/2005 conduce la trasmissione notturna The Last Deejay, che chiudeva il palinsesto giornaliero di Radio Deejay; alla domenica conduce inoltre Ultimo Stadio.
Dal settembre 2005 conduce, insieme a Luciana Littizzetto, la trasmissione del sabato mattina La bomba.
A partire dalla stagione 2006/2007 sbarca nel preserale con Vickipedia, e nello stesso periodo conduce per l'emittente satellitare Jimmy il programma Destinazione Serie, dedicata alle serie televisive.
Da 2010 al settembre 2013 ha condotto The Network, inizialmente in onda a mezzogiorno e poi, dal gennaio 2013, alle 20. Sempre in quegli anni è attore, insieme ad altri speaker della radio, di Via Massena, sitcom prodotta per Deejay tv e ambientata negli studi di Radio Deejay. Dal titolo della serie nasce così un'omonima trasmissione radiofonica, che conduce dall'ottobre 2013 alle ore 20 insieme a Federico Russo e Marisa Passera.
Data la sua passione per il paracadutismo, nel 2014 conduce su Deejay TV il docu-reality Giù in 60 secondi, durante il quale accompagnava alcuni vip nel percorso preparatorio verso il lancio da un elicottero. Nel 2016 la trasmissione è tornata in onda con una nuova stagione su Italia 2. Dal 2017 Giù in 60 secondi - Adrenalina ad alta quota si sposta su Italia 1.
Nel corso delle stagioni, grazie ad una forte affinità nello stile di conduzione, ha più volte sostituito Linus nelle trasmissioni da lui abitualmente presentate, Cordialmente insieme a Elio e le Storie Tese e Deejay chiama Italia.
Nella stagione 2018/2019 ogni sera alle 20 conduce Top 5, i cinque estratti più belli dei programmi del giorno di Radio Deejay, mentre dalla stagione successiva ha condotto insieme a Marisa Passera Buonasera Deejay, trasmissione in onda alle 19. Dal settembre 2023, sempre insieme a Marisa Passera passa alla fascia dell'ora di pranzo con il programma Vic e Mari.
Ha inoltre partecipato a programmi televisivi come Amika talent show.

## Programmi

### Radio
- Deejay Compilation (Radio Deejay, 2002)
- Victoria's Secrets (Radio Deejay, 2002-2003)
- GB Show (Radio Deejay, 2002-2006)
- viChiamo io (Radio Deejay, 2003)
- The Last Deejay (Radio Deejay, 2004-2005)
- Ultimo Stadio (Radio Deejay, 2004-2005)
- La Bomba (Radio Deejay, dal 2005)
- Il petardo (Radio Deejay, 2006)
- Nonzo (Radio Deejay, 2006)
- Vickipedia (Radio Deejay, 2006-2010)
- Collezione privata/Wannabe (Radio Deejay, 2010)
- The Network (Radio Deejay, 2010-2013)
- Via Massena (Radio Deejay, 2013-2019)
- Top 5 (Radio Deejay, 2018-2019)
- Buonasera Deejay (Radio Deejay, 2019-2023)
- Vic e Mari (Radio Deejay, dal 2023)

### Televisione
- Destinazione Serie (Jimmy, 2006)
- Giù in 60 secondi (Deejay TV, 2013; Italia 2, 2016; Italia 1, 2017-2020)

## Filmografia
- Natale a casa Deejay (film, 2004)
- Via Massena (sitcom, 2010-2012)